# Роаския
Роа̀ския (на италиански: Roaschia; на пиемонтски: Roas-cia, Роас-ча, на окситански: Rouascha, Роуаска) е село и община в Северна Италия, провинция Кунео, регион Пиемонт. Разположено е на 822 m надморска височина. Населението на общината е 151 души (към 2010 г.).